# Cabra-da-caxemira

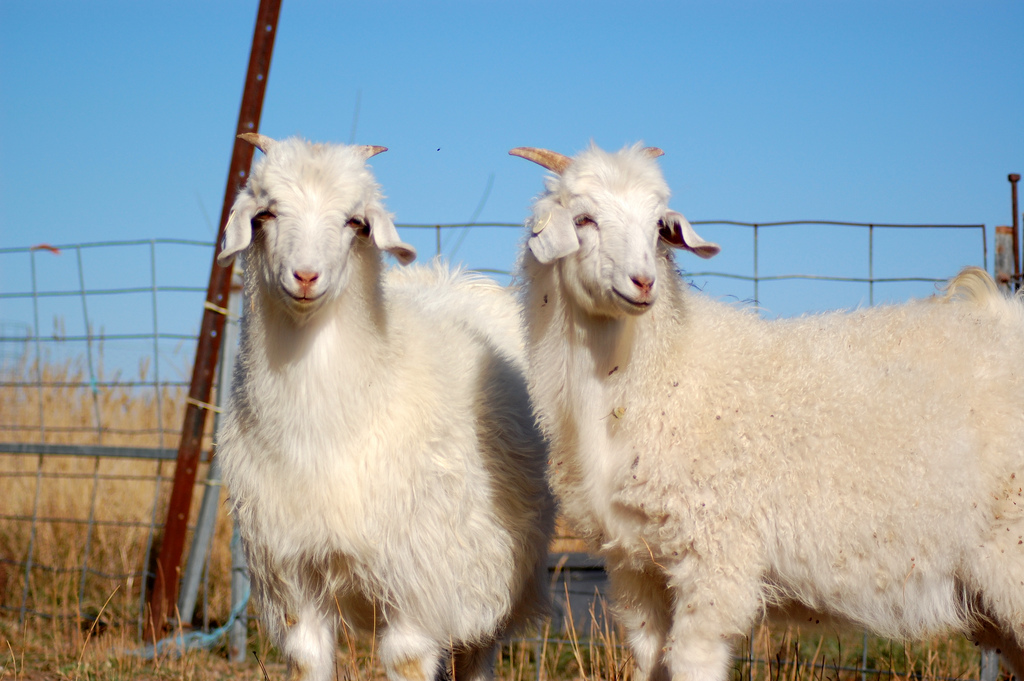

A expressão cabra-da-caxemira faz referência a uma série de linhagens de cabras criadas no entorno da região da Caxemira, notórios pelo uso de suas pelagens na produção de tecidos.